# DDR-Fußball-Oberliga 1970/1971
DDR-Fußball-Oberliga 1970/1971 var Östtysklands högstadivision i fotboll den säsongen, bestod av 14 lag, och vanns av Dynamo Dresden för andra gången, första titeln togs säsongen 1952/1953. Eftersom Dresden också vann östtyska cupen, fick finalförlorarna Berliner FC Dynamo en plats i Cupvinnarcupen. FC Rot-Weiß Erfurt och BSG Chemie Leipzig flyttades ner till DDR-Liga. Dresdens Hans-Jürgen Kreische vann skytteligan, med 17 mål.

## Sluttabell
| Placering | Lag                     | Spelade | Vinster | Oavgjorda | Förluster | Gjorda mål | Insläppta mål | Målskillnad | Poäng |
| --------- | ----------------------- | ------- | ------- | --------- | --------- | ---------- | ------------- | ----------- | ----- |
| 1         | Dynamo Dresden (m)      | 26      | 18      | 3         | 5         | 56         | 29            | +27         | 39    |
| 2         | FC Carl Zeiss Jena      | 26      | 14      | 5         | 7         | 58         | 29            | +29         | 33    |
| 3         | Hallescher FC Chemie    | 26      | 10      | 10        | 6         | 35         | 29            | +6          | 30    |
| 4         | 1. FC Magdeburg         | 26      | 10      | 7         | 9         | 37         | 38            | -1          | 27    |
| 5         | 1. FC Union Berlin      | 26      | 8       | 11        | 7         | 27         | 33            | -6          | 27    |
| 6         | BSG Sachsenring Zwickau | 26      | 11      | 4         | 11        | 40         | 42            | -2          | 26    |
| 7         | FC Vorwärts Berlin      | 26      | 10      | 6         | 10        | 38         | 44            | -6          | 26    |
| 8         | FC Hansa Rostock        | 26      | 10      | 5         | 11        | 31         | 25            | +6          | 25    |
| 9         | Berliner FC Dynamo      | 26      | 10      | 5         | 11        | 31         | 29            | +2          | 25    |
| 10        | Lokomotive Leipzig      | 26      | 9       | 6         | 11        | 42         | 46            | -4          | 24    |
| 11        | BSG Wismut Aue          | 26      | 8       | 5         | 13        | 30         | 36            | -6          | 21    |
| 12        | Stahl Riesa             | 26      | 6       | 9         | 11        | 28         | 41            | -13         | 21    |
| 13        | FC Rot-Weiss Erfurt     | 26      | 6       | 9         | 11        | 28         | 44            | -16         | 21    |
| 14        | BSG Chemie Leipzig      | 26      | 5       | 9         | 12        | 27         | 43            | -16         | 19    |

| (M) | Östtyska mästare 1970/1971       |
|     | Kvalificerade för Europacupen    |
|     | Kvalificerade för UEFA-cupen     |
|     | Kvalificerade för Cupvinnarcupen |
|     | Nedflyttade till DDR-Liga        |